# Mike Cooley
Mike Cooley (* 23. März 1934 in Tuam, Irland; † 4. September 2020) war ein irischer Ingenieur und Gewerkschaftsaktivist. 1981 wurde Cooley mit dem Right Livelihood Award ausgezeichnet.

## Leben
Mike Cooley studierte in Deutschland, der Schweiz und England Ingenieurwissenschaft und war im Bereich computer-aided design in zahlreichen Unternehmen in leitender Position tätig.
Ende der 70er-Jahre war er Chef-Konstrukteur beim englischen Luftfahrtkonzern Lucas Aerospace und Vorsitzender der Techniker-Gewerkschaft TASS für diesen Bereich. Mike Cooley war einer der Hauptinitiatoren des 1976 vorgestellten Lucas-Plans, eines Alternativplans zur Umstellung der Produktion auf zivile Güter (Rüstungskonversion). Statt der Produktion von Waffen sollten sozial nützliche Güter, wie Solarheizsysteme, künstliche Nieren und ein Straßen-Schienen-Bus, die Arbeitsplätze nicht nur erhalten, sondern die Produktion so umstellen, dass Motivation und Wissen der Mitarbeiter sozialen Nutzen hervorbringen sollten. Die Vorschläge des Alternativplanes wurden von der Konzernleitung nicht angenommen. 1981, im selben Jahr, in dem Mike Cooley den Right Livelihood Award erhielt, wurde er von Lucas Aerospace entlassen. Nach seiner Kündigung konnte er seine Arbeit in London fortsetzen, weil der Magistrat der Stadt mit seiner Strategie "Jobs for A Chance" eine alternative Wirtschafts- und Technologiepolitik umsetzte, die den wirtschaftlichen Niedergang vieler Betriebe aufhalten und umkehren sollte.
Ein Jahr zuvor veröffentlichte er in England seine Kritik an der Automatisierung und Computerisierung der Konstrukteursarbeit unter dem Titel "Architect or Bee?" – eine Anspielung auf ein Zitat aus „Das Kapital“ von Karl Marx, in dem die menschliche Vorstellungskraft im Mittelpunkt steht. Zwei Jahre später erschien dieses Buch in Deutschland, bis heute wurde es in zahlreiche Sprachen übersetzt.
In den folgenden Jahren war Mike Cooley vor allem als Berater bei zahlreichen Projekten im privaten und staatlichen Sektor tätig. Er war Gründungsmitglied und Präsident des International Research Institute in Human Centred Systems. Cooley publizierte weit über 100 wissenschaftliche Abhandlungen sowie fünfzehn Bücher und war Gastdozent an Universitäten in Europa, Australien, den USA und Japan. Cooley war Vorsitzender des internationalen Beirats der Fachzeitschrift Artificial Intelligence and Society.

## Schriften (Auswahl)
- Produkte für das Leben statt Waffen für den Tod. Reinbek: Rowohlt, 1982. ISBN 3-499-14830-7.
- Peter Löw-Beer: Industrie und Glück. Der Alternativplan von Lucas Aerospace. Mit einem Vorwort von Mike Cooley. Berlin: Wagenbach, 1981. ISBN 3803110890.